# 兩腳架
兩腳架可用於機槍、自動步槍、突擊步槍和狙擊步槍及其他裝有長槍管的槍械上，以提高準確度及穩定性，當中全自動的輕機槍及通用機槍大部份都有內置兩腳架，同時亦對應三腳架及車用射架。
大部份槍械中兩腳架一般安裝在護木下方，亦有些扣在槍管下方，但腳架接觸槍管會影響射擊時的準確度。近代的步槍更可通過戰術導軌加裝可拆式兩腳架。

## 圖片

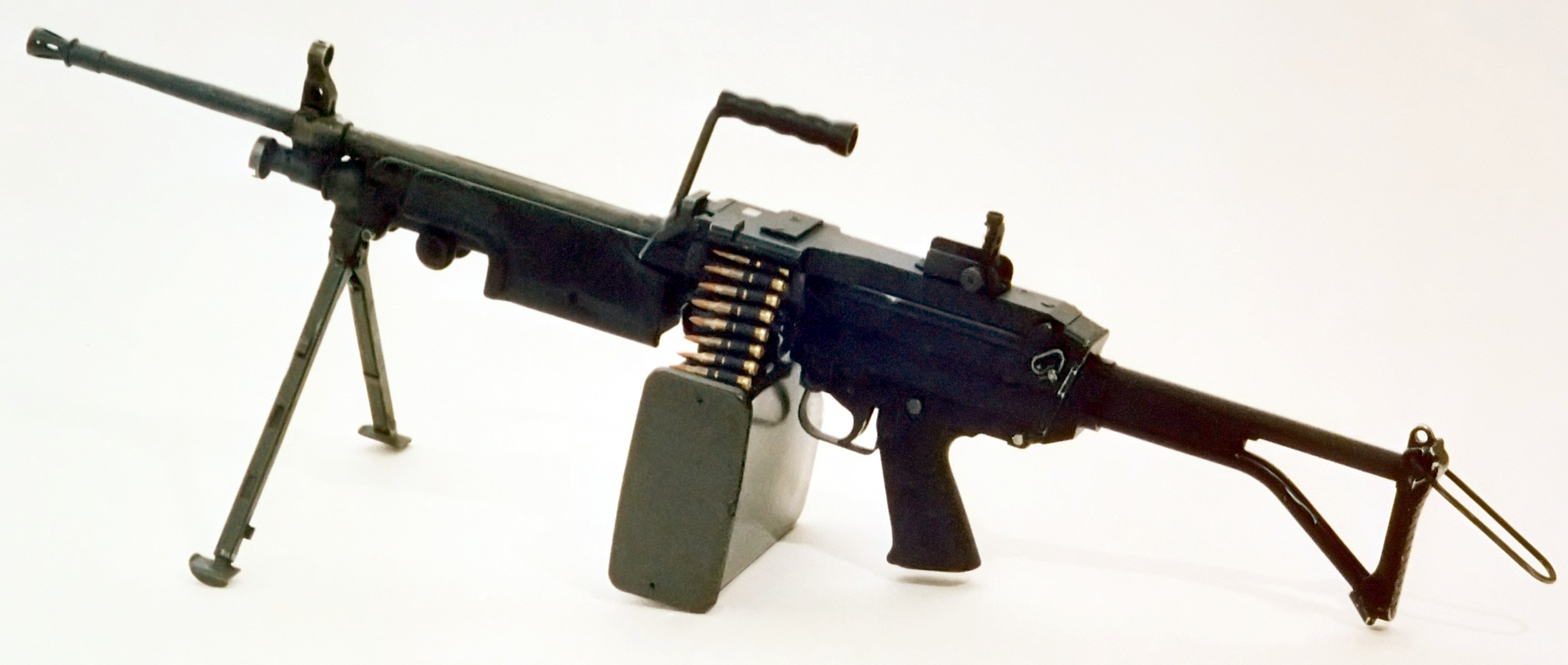
FN Minimi內置兩腳架。
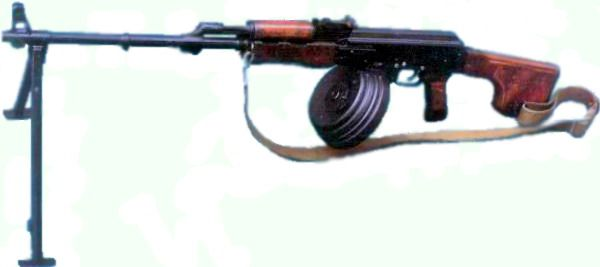
RPK亦內置兩腳架。
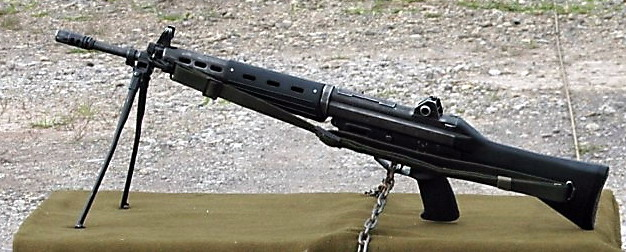
日本陸上自衛隊的89式5.56毫米突击步枪。兩腳架亦是其標準裝備之一。
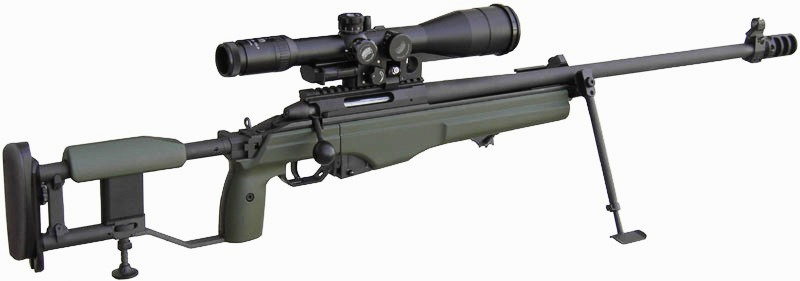
薩科TRG-42狙击步枪和生產商預設的兩腳架。
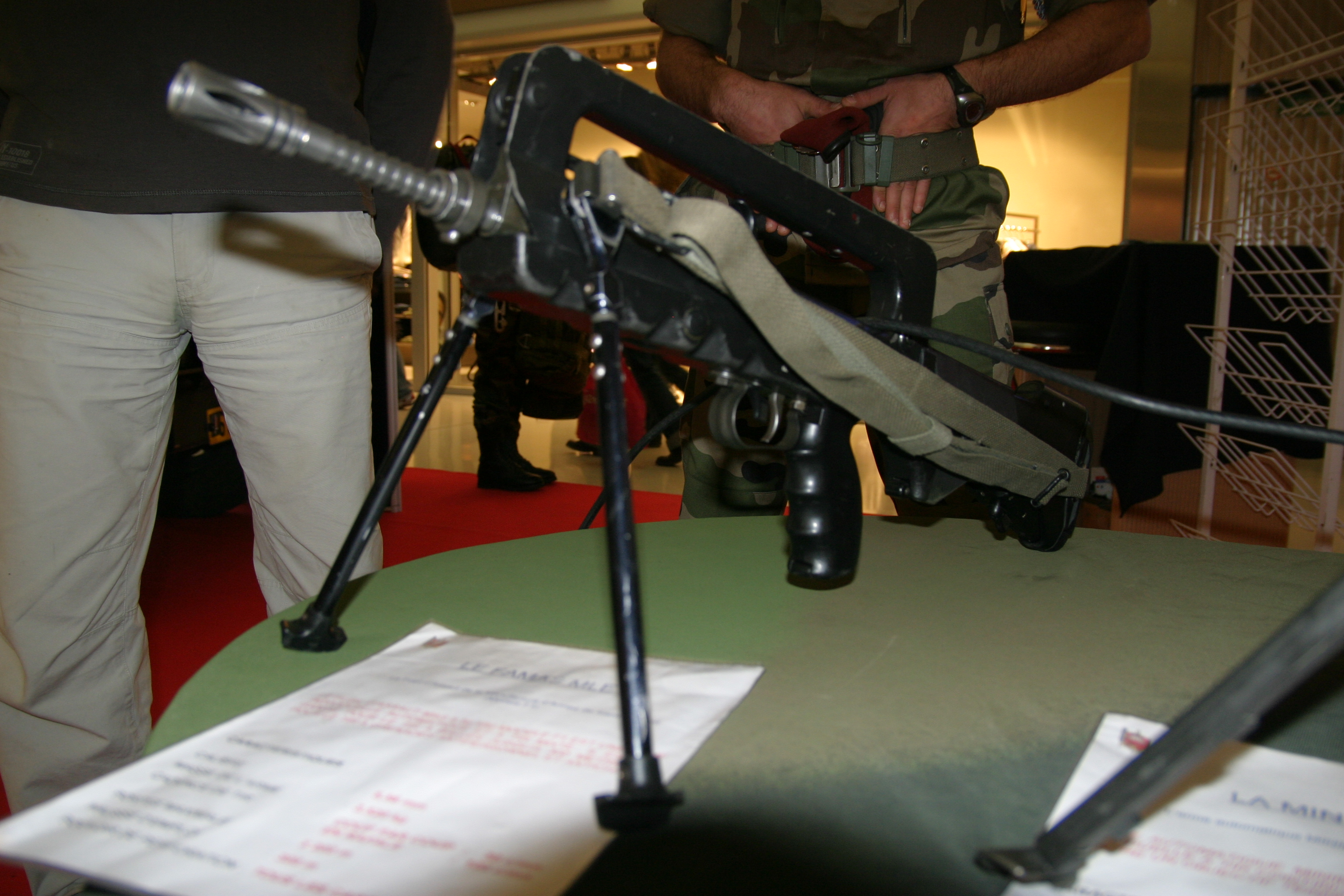
法國製FAMAS亦預設的兩腳架。
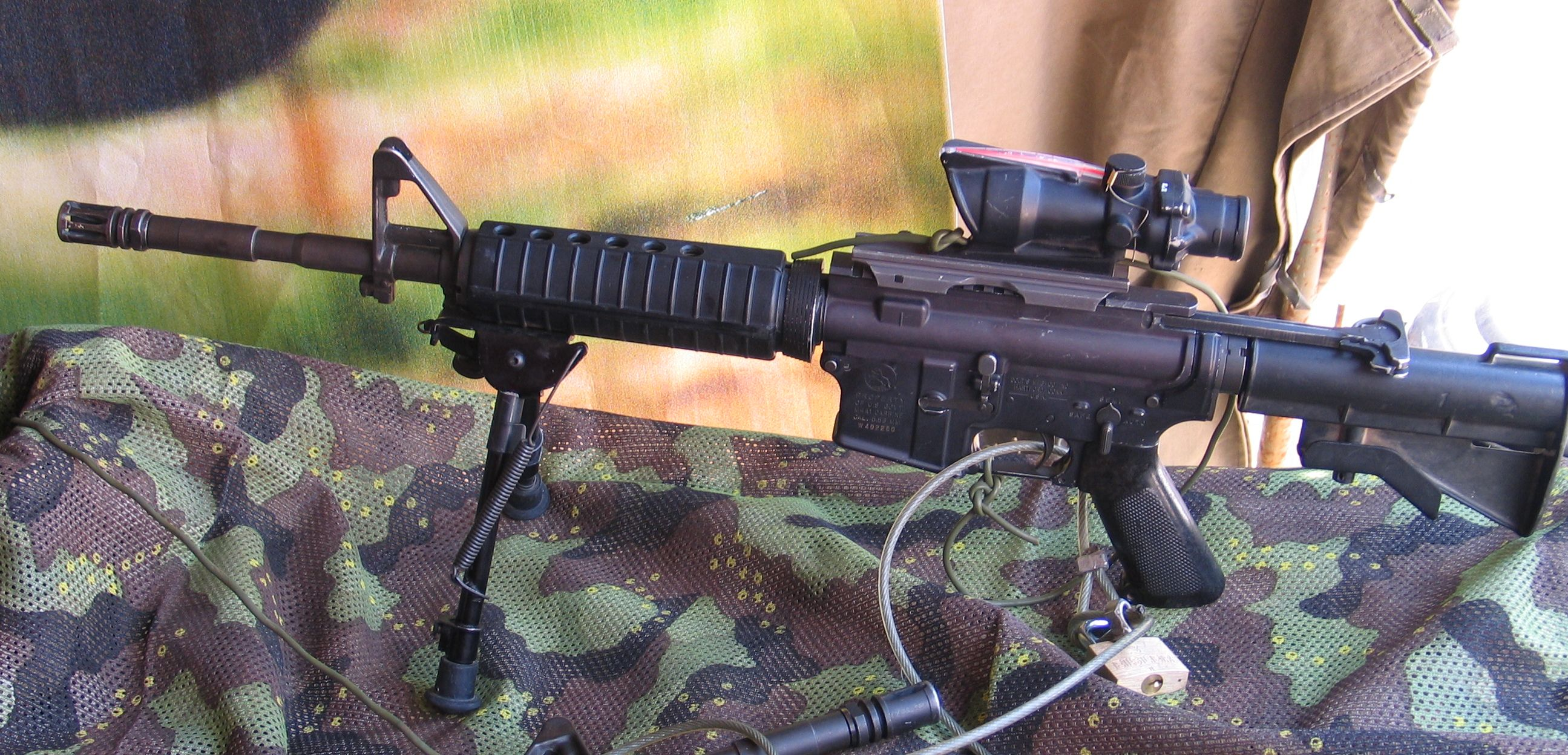
裝有可拆式兩腳架的M4卡賓槍。